# Gołoliczka krótkodzioba
Gołoliczka krótkodzoba (Neodrepanis hypoxantha) – gatunek małego ptaka z rodziny brodawników (Philepittidae). Występuje we wschodniej części Madagaskaru. Nie wyróżnia się podgatunków. Narażony na wyginięcie.

## Znaczenie nazwy naukowej
Nazwa rodzajowa neodrepanis pochodzi od greckiego słowa neos (nowy) i od nazwy rodzaju Drepanis, zaś nazwa gatunkowa hypoxantha pochodzi od greckich słów hupo (poniżej) i xanthos (żółty) i odnosi się do barwy spodniej części ciała.

## Zasięg występowania
Zasiedla wschodnią część Madagaskaru na wysokości powyżej 1200 m n.p.m. Całkowity zasięg występowania szacowany jest na 5500 km². Środowisko życia stanowią mszyste i wilgotne górskie lasy wiecznie zielone.

## Morfologia
Długość ciała wynosi gołoliczki krótkodziobej 9–10 cm. Poniższe wymiary dotyczą holotypu, który znajduje się w Australian Museum. Skrzydło mierzy 48 mm, ogon 21, natomiast skok 14,5 mm. Dziób ma długość 17,4 mm od nasady, jednakże koniec dzioba tego okazu jest nadłamany. Dziesiąta lotka I-rzędowa długości 7 mm, obecna emarginacja; takowa występuje tylko u samca i w locie wydaje furkoczący odgłos. W roku 1933 Finn Salomonsen na podstawie tegoż okazu wyodrębnił ten gatunek z gołoliczki długodziobej (Neodrepanis coruscans). Masa ciała zarówno samca, jak i samicy wynosi do 8 g.
Występuje wyraźny dymorfizm płciowy. U samca dookoła oczu naga, opalizująca skóra; tuż za oczami jest zielona, zaś u góry i u dołu turkusowa do granatowej. Zagięty w dół dziób u nasady zielono opalizuje, zaś na górnej szczęce, na górze tuż u nasady turkusowa plama. Górna szczęka ciemnoszara, dolna zaś żółto-szara. Wierzch głowy, grzbiet i pokrywy skrzydłowe czarne, opalizujące granatowo. Broda, gardło, spód oraz boki ciała i pokrywy podogonowe żółte, niepołyskliwe. Lotki, skrzydełko i pokrywy I rzędu czarne. Nogi i stopy szarobrązowe, podeszwy stóp jaśniejsze, żółtawe. Samica ubarwiona znacznie skromniej. Dziób czarny, u nasady dolnej szczęki jaśniejszy. Spód ciała w kolorze przygaszonej szarawej żółci. Przez oko przechodzi jasnoszary pasek, brew szarożółta, jasna. Wierzch ciała szarozielonkawy.

## Zachowanie
Ruchliwy. Żywi się nektarem, a także stawonogami.

### Lęgi
Przypuszczalnie termin lęgów przypada na listopad i grudzień. Osobnik z plamą lęgową złapany został 22 listopada, natomiast 1 grudnia złapano osobnika, u którego jedynie 15% czaszki było skostniałe. Jedno gniazdo odnaleziono 2 listopada. Kształt gruszkowaty, budulec stanowią poprzeplatane patyki i roślinność; buduje jedynie samica. Znalezione gniazdo zawierało dwa jaja i zawieszone było na bocznej gałęzi 2,5-metrowego drzewa. Przy lęgach obserwowano jedynie samice, jednak samiec również broni terytorium. 4 grudnia odnaleziono gniazdo z jajami, w którym były 2 zarodki. 19 listopada obserwowano młodego samca, który zalecał się do samicy poprzez stroszenie piór oraz pochylanie dzioba, głowy i ogona.

## Status zagrożenia i ochrona
Gatunek od 2004 roku klasyfikowany przez IUCN jako narażony (VU, Vulnerable), wcześniej uznawany za zagrożony wyginięciem (EN, Endangered). Populacja trudna do oszacowania, przypuszczalnie mieści się w granicach 10 000 – 20 000 dorosłych osobników. Zagrożenie dla tego gatunku stanowią głównie wyrąb lasów i pożary. Zasięg występowania gołoliczki krótkodziobej pokrywa się z kilkoma narodowymi (Andohahela, Andringitra, Andasibe-Mantadia, Zahamena, Marojejy, Ranomafana).